# Maillard-reaktion
Maillard-reaktionen er en kemisk reaktion, der opstår, når mad brunes. Det er en reaktion mellem aminosyrer og sukker og sker ved opvarmning. Lige som karamellisering er det en slags ikkeenzymatisk bruning. Sukkermolekylets reaktive carbonylgruppe interagerer med aminosyrernes nukleofile aminogruppe, og resultatet er molekyler, som giver smag og duft. Disse molekylers natur er ikke velkarakteriseret. Aminosyretypen bestemmer duften og smagen, og Maillard-reaktionen danner basis for store dele af smagsindustrien.
Der dannes flere hundrede forskellige smagsstoffer ved reaktionen. De nedbrydes til endnu flere nye smagsstoffer. Forskellige typer af fødevarer danner nogle bestemte smagsstoffer ved Maillard-reaktionen. Disse stoffer bruges til at fremstille kunstige smagsstoffer.
Processen har været brugt siden oldtiden. Den er opkaldt efter kemikeren Louis-Camille Maillard, som undersøgte den i Frankrig i 1912.

## Fødevarer med Maillard-reaktioner
Farve og smag bag mange fødevarer skyldes Maillard-reaktionen:
- bruning af brød når det ristes
- farven af øl, chokolade, kaffe og ahornsirup
- smagen af stegt kød

6-acetyl-1,2,3,4-tetrahydropyridin giver den kikseagtige smag i bagværk og popcorn.
2-acetyl-1-pyrroline giver smag til forskellige slags kogte ris.

## Processen
1. Sukkermolekylernes carbonylgruppe reagerer med aminosyrenes aminogrupper, hvilket resulterer i N-substituerede glycosylaminer og vand
2. Den ustabile glycosylamin undergår en Amadoriomlejring hvorved der dannes ketosaminer
3. Ketosaminerne kan reagere videre på forskellige måder:
  - Producere to vand molekyler og reduktoner
  - Danne diacetyl, aspirin, pyrodruealdehyd eller andre hydrolytiske fissionsprodukter
  - Producere brune nitrogenholdige polymerer og melanoidiner

Man kan udnytte Maillard-reaktionen til at skabe mere varieret smag ved at tilsætte sukker til kød og grøntsager, når de tilberedes. En madlavningsteknik som udnytter dette i høj grad er glasering af stege.

## Fakta
Pentosesukre er mere reaktive end hexosesukre, som igen er mere reaktive end disakkarider. Forskellige aminosyrer resulterer i forskellig grad af bruning.
Fordi Maillard-reaktionen producerer vand, vil tilstedeværelsen af vand ofte hæmme reaktionen.